# Vijfsluizen
Het gebied tussen Schiedam en Vlaardingen even ten noorden van de Beneluxtunnel aan de beide zijden van de A4 wordt Vijfsluizen genoemd.
Het gebied kent al een lange historie. Om de afwatering van het veenweidegebied van Midden Delfland te verbeteren, werd de Poldervaart gegraven van Vrijeban (bij Delft) naar Schiedam, welke gereed was in 1280. De afwatering naar de Maas gebeurde in die tijd met getijdesluizen, spuisluizen, die alleen konden afwateren als het water in de Nieuwe Maas lager was dan in de boezem. Er waren toen vijf van deze getijdesluizen. De eerste was bij de Vlaardingerdijk, de laatste bij de Schie. Daartussenin, onder andere nabij Kethel, lagen de andere drie sluizen in de Poldervaart. Daar is de naam 'Vijfsluizen' aan ontleend.

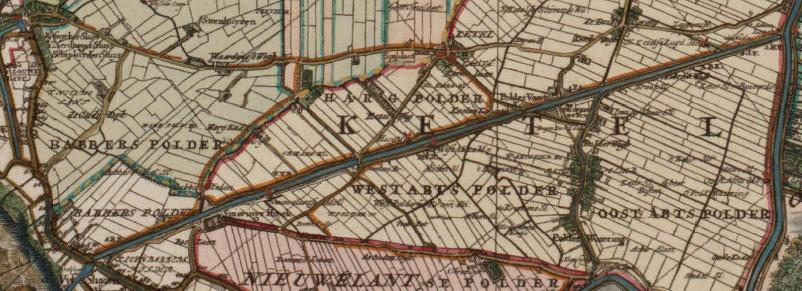
Kaart van de Poldervaart met de Vijfsluizen linksonder (gedrukt in 1712)

In de periode 1864-1868 werd bij Vijfsluizen het stoomgemaal (Boezemgemaal) Van der Goes, vernoemd naar dijkgraaf jhr. mr. A. van der Goes van Naters, gebouwd. Dit was het eerste stoomgemaal van het Hoogheemraadschap van Delfland. Dit gemaal speelde in die tijd een belangrijke rol in de waterverversing in de grachten van Delft en Den Haag. In 1936 werd het stoomgemaal vervangen door een dieselgemaal, dat de naam Van der Schalk kreeg. Door de toenemende verzilting van de Nieuwe Maas na de opening van de Nieuwe Waterweg werd de inlaat van water bij Vijfsluizen in 1958 gestaakt en werd in 1966 het dieselgemaal gesloopt, hoewel de funderingen tot op de dag van vandaag nog zichtbaar zijn.
Jarenlang was het "Sportpark Vijfsluizen" een begrip in de regio. Dit bedrijfssportpark werd in 1953 met gelden van de toenmalige Bataafse Petroleum Maatschappij (tegenwoordig Shell) gerealiseerd. Op dit terrein van ruim vijftig hectare bevinden zich onder andere voetbalvelden, een openluchtzwembad, sporthal, atletiekbaan en tennispark. Het sportpark is in 2005 verkocht aan een projectontwikkelaar die hier een kantoorlocatie wilde ontwikkelen.
De belangrijkste hedendaagse ontwikkelingen tot op heden hebben vooral op Schiedams grondgebied plaatsgevonden. In 1992 is een aanzet gegeven aan de ontwikkeling van Bedrijventerrein Vijfsluizen op het voormalige terrein van voormalige scheepswerf Wilton-Fijenoord.
In 2002 is het Caland-lijn station Vijfsluizen geopend. De metrolijn loopt hier vlak langs de fundering van het voormalige stoomgemaal.
Vijfsluizen is een van de belangrijkste knooppunten volgens de Stadsregio Rotterdam in haar streekplan RR2020.
In 2006 werden de eerste huizen van het woonpark Vijfsluizen opgeleverd. In 2007 zou de "Vijfsluizerhaven" weer getijdegebied moeten worden.